# ソブラリア属

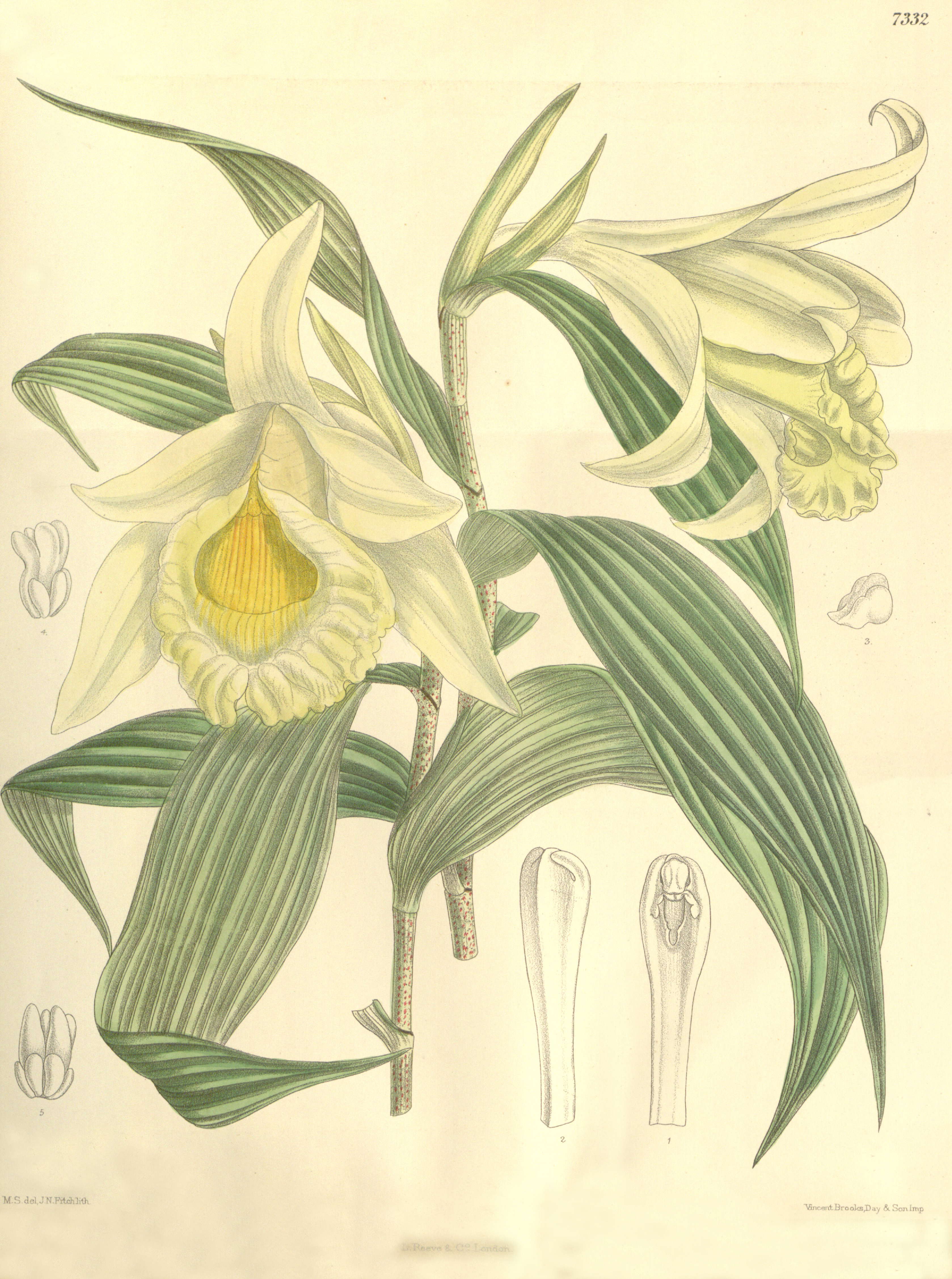
Sobralia xantholeuca・図版
『カーティス・ボタニカル・マガジン』(1894)から

ソブラリア属 Sobralia は、ラン科植物の1属。細長い茎に幅広い葉を持つユリのような草姿で、カトレアのような花をつける。ただし花の寿命はごく短い。

## 概説
ソブラリア属は直立する細長い棒状の茎を持ち、ササの葉のように幅広い葉をつける点で、ラン科の中でも独特の姿をしている。その背丈は大きいものでは6mにも達する。花は大型でカトレアに似て美しく、芳香もあるが、一日でしおれる。観賞用に栽培されるが、一般家庭よりは植物園で栽培されることが多い。
学名はスペインの医者であり、植物学者である F. M. Sobral に献名されたものである。

## 特徴
地上性、岩の上、あるいは着生植物。茎は細長く立ち上がり、根元から複数本がまとまって出る。根は肥大する。茎には基部から上部まで、まばらに葉をつける。葉は長楕円形から卵状披針形で硬く、多数の縦膝がある。
大型になる種が多く、1-2mになるものはざらで、S. dichotoma などは6mに迫る。ただし小柄なものもあり、例えばビマクラタ S. bimaculata 、カロサ S. callosa のように20-40cm程度にしかならないものもある。また着生のものではマクラ S. macra は40-60cmの茎が下向きに垂れ下がって伸びる。
花は茎の先端から出て総状花序、または円錐花序をなし、一度に一花ずつ、一ヶ月以上に渡って開花する。花は大きくて美しく、カトレアに似る。また芳香がある。ただし一日か二日で萎れ、カトレアより遙かに短命。蕊柱の先端に一対の角状の突起がある。
また、ラン科植物は種子の小型化に伴って内部の胚が単純化し、未分化の細胞塊となる例が多いが、本属では例外的に子葉があることが知られている。

## 分布と生育環境
メキシコから中央アメリカ、ブラジルに渡る地域に分布する。

## 分類
約100種があるとされる。

## 利用
花が美しいので観賞用に栽培される。洋ランとしての略号は Sob. である。
ただし大型になり、しかも花持ちがひどく悪いため、家庭で栽培されることは多くない。栽培そのものは容易であり、大株にすると多数の花をつけ、長期にわたって鑑賞できるので、植物園などで大きな群落を作って栽培される。マクランタ S. macrantha が日本ではもっとも普及している。
交配品種も作出されている。属間交配は行われていない。

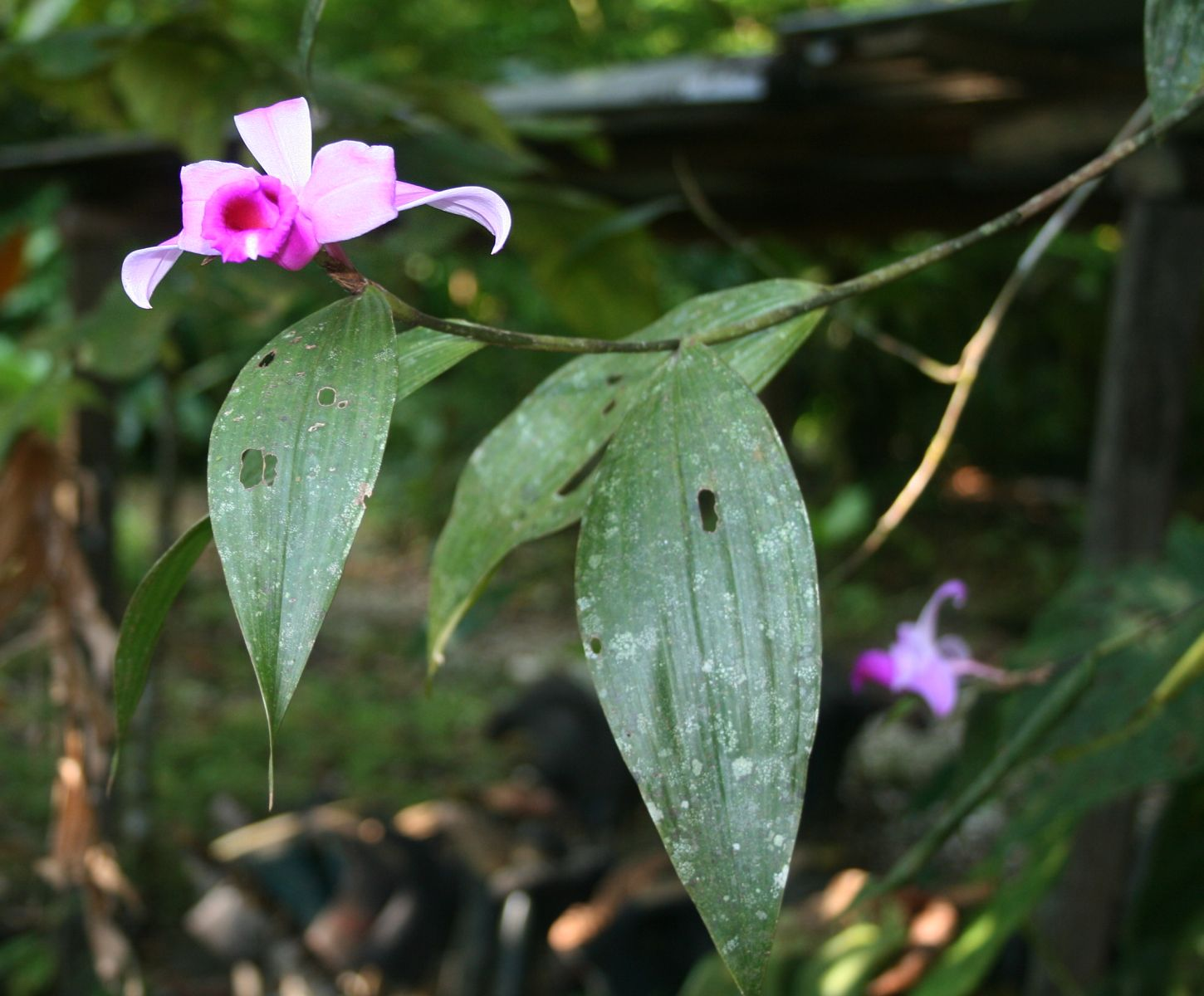
S. decora：着生の種
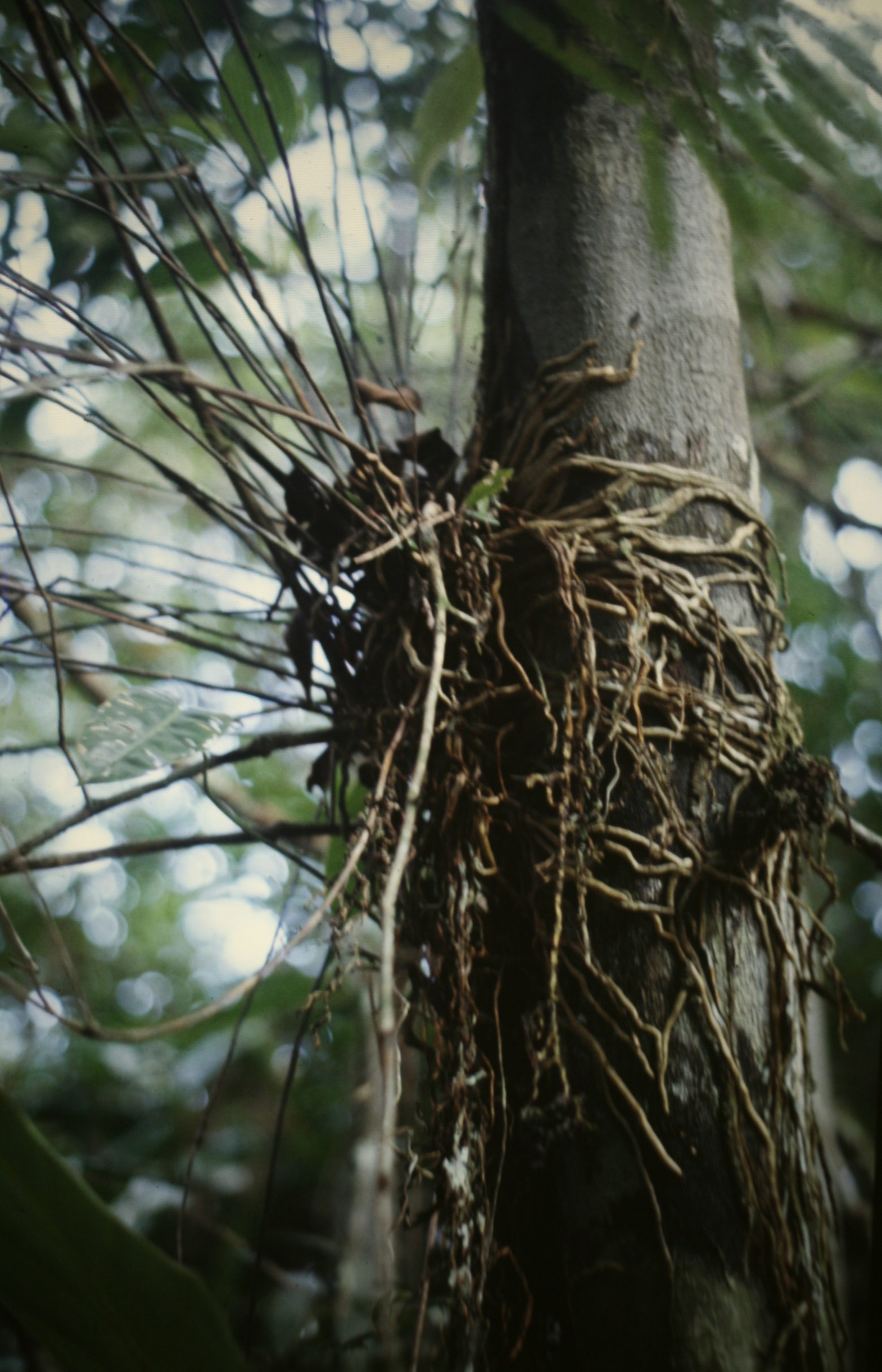
同じく、着生している根本部
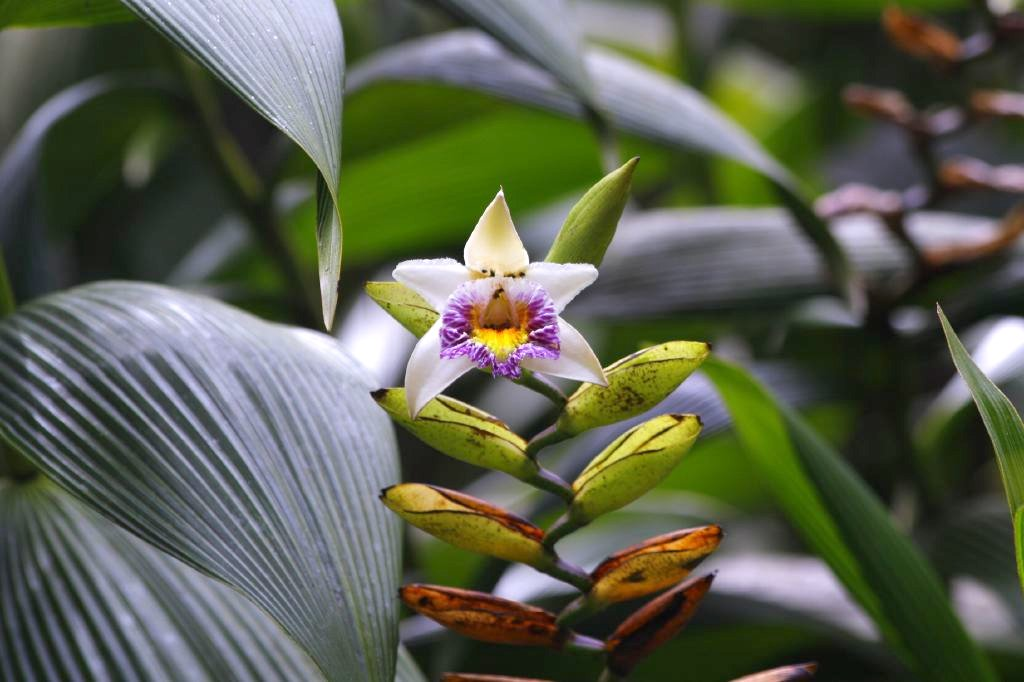
S. luerorum：花序
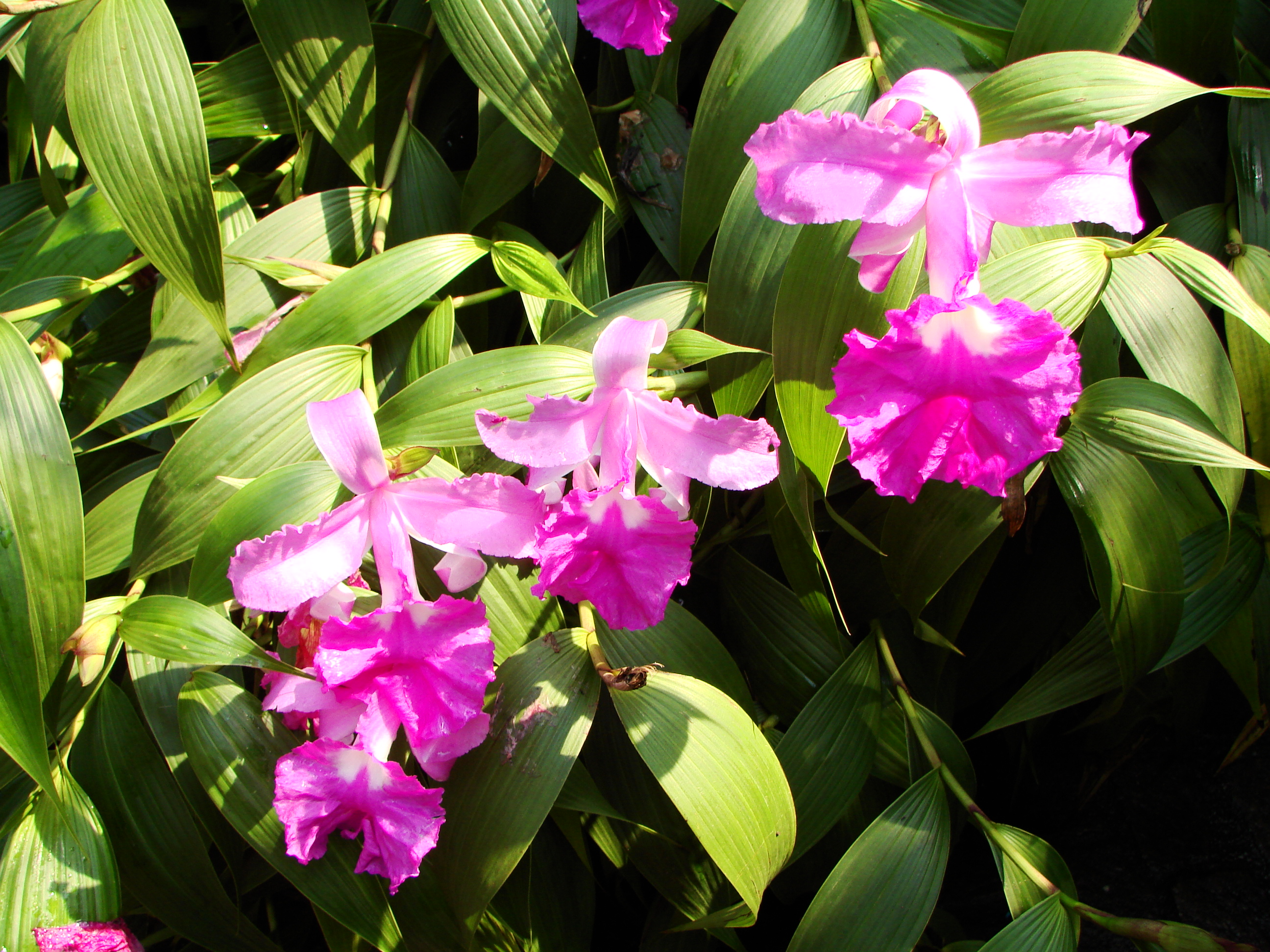
S. macrantha：群落をなしている様子